# Victoria Zdrok
Victoria Zdrok, Ph.D., ukrajinsky Вікторія Здрок, Viktorija Zdrok (* 3. března 1973 Kyjev) je americká herečka, spisovatelka a modelka ukrajinského původu, která se v říjnu 1994 stala Playmate Playboye. V červnu 2002 pak byla vybrána za dívku měsíce magazínu Penthouse, v němž byla zvolena dívkou roku 2004. Účinkovala také jako pornoherečka.
Původním vzděláním je právnička. Profesně působí na pozici klinické psycholožky se zaměřením na sexuální terapii.

## Původ a vzdělání
Narodila se roku 1973 v Kyjevě, tehdejší metropoli Ukrajinské sovětské socialistické republiky jako Viktorija Nika Zeleneckaja (ukrajinsky Виктория Зеленетская).
Po odjezdu do Spojených států roku 1989 dokončila v sedmnácti letech floridskou veřejnou školu Pensacola Junior College a následně vystudovala bakalářský program na West Chester University v Pensylvánii (B.A.). Právnické vzdělání dosáhla na filadelfské Villanově univerzitě (doktorka práv, J.D.).
Postgraduální stupeň vzdělání absolvovala v oboru klinická psychologie na Drexelově univerzitě (Ph.D.). Cílem bylo získat odborné specializace „v oblastech, kde se protíná právo a psychologie“. Postdoktorální kvalifikaci se zaměřením v sexuální terapii získala na lékařské fakultě New Jersey School of Medicine.

## Soukromý život
Manželství s Alexandrem Zdrokem, které uzavřela 26. října 1990 v Las Vegas, skončilo rozvodem. V prosinci 2009 připustila, že primárním důvodem sňatku bylo získání zelené karty k trvalému pobytu ve Spojených státech. Sestra Teťana (nar. 1972) je bývalá pornohorečka vystupující pod jménem Lara Buenfil.
Ze vztahu s Johnem Wilsonem se narodila dcera Silvana Maria.

## Publikační činnost
Napsala několik knih o sexuální tematice:
4
- The Anatomy of Pleasure. Infinitypublishing.com, Wayne (Pennsylvania) 2004, ISBN 0-7414-2248-4; Hörbuch: Spoken Books Publishing, Wayne (Pennsylvania) 2006, ISBN 1-60031-002-8
- Dr. Z on Scoring: How to Pick Up Seduce and Hook Up With Hot Women. Fireside (Simon & Schuster), New York City 2008, ISBN 978-1-4165-5155-3
- Surrender: the couples' guide to the edge of pleasure (Sterling/Ravenous Publishing, 2008)
- Him + Her: The Ultimate Guide to Your Lover. Sterling/Ravenous, New York City 2008, ISBN 978-1-4027-4917-9 (spoluautor Tseverin Furey)

## Filmografie
- Guide to Great Sex (2009)
- Asses of Face Destruction (2006)
- Soloerotica 9 (2006)
- Assturbators 2 (2005)
- Three's Cumpany (2005)
- Dark Side (2004)
- Lesbians in Lust (2004)
- Temptation (2003)
- Soloerotica 4 (2003)
- Bare-Skinned Captives (2002)
- Centerfold Coeds: Girlfriends (2000)
- Satin Smoke (1998)
- Star of Jaipur (1998)